# Полчаниновка
Полчаниновка — село в Татищевском районе Саратовской области в составе сельского поселения Ягодно-Полянское муниципальное образование.

## География
Находится на расстоянии примерно 19 километров по прямой на север-северо-запад от районного центра посёлка Татищево.

## История
В 1806 году жена Фёдора Дмитриевича Казаринова (внука саратовского воеводы середины XVIII века) Наталья Михайловна, урождённая Шевырёва, переселила из села Полчаниновка Петровского уезда принадлежавшие ей 10 семейств на землю, где ныне располагается одноимённое село Татищевского района. В 1831 году в Полчаниновке была построена церковь каменная с такою же колокольнею. После отмены крепостного права имение несколько раз переходило из рук в руки. Полчаниновский приусадебный парк создал в 1876 году известный саратовский краевед Александр Николаевич Минх, который был к тому же и пионером интродукции редких древесных пород в Саратовской губернии (об этом сообщается на вывеске парка).

## Население
Постоянное население составляло 384 человека в 2002 году (русские 87 %) , 346 в 2010.

## Инфраструктура
На территории села работают несколько магазинов и предприятий общественного питания.
Работает библиотека, дом культуры и почтовое отделение.
В Полчаниновке осуществляет свою деятельность православный приход, который разместился в домовом храме Дмитрия Солунского.

## Фотогалерея

Виды села
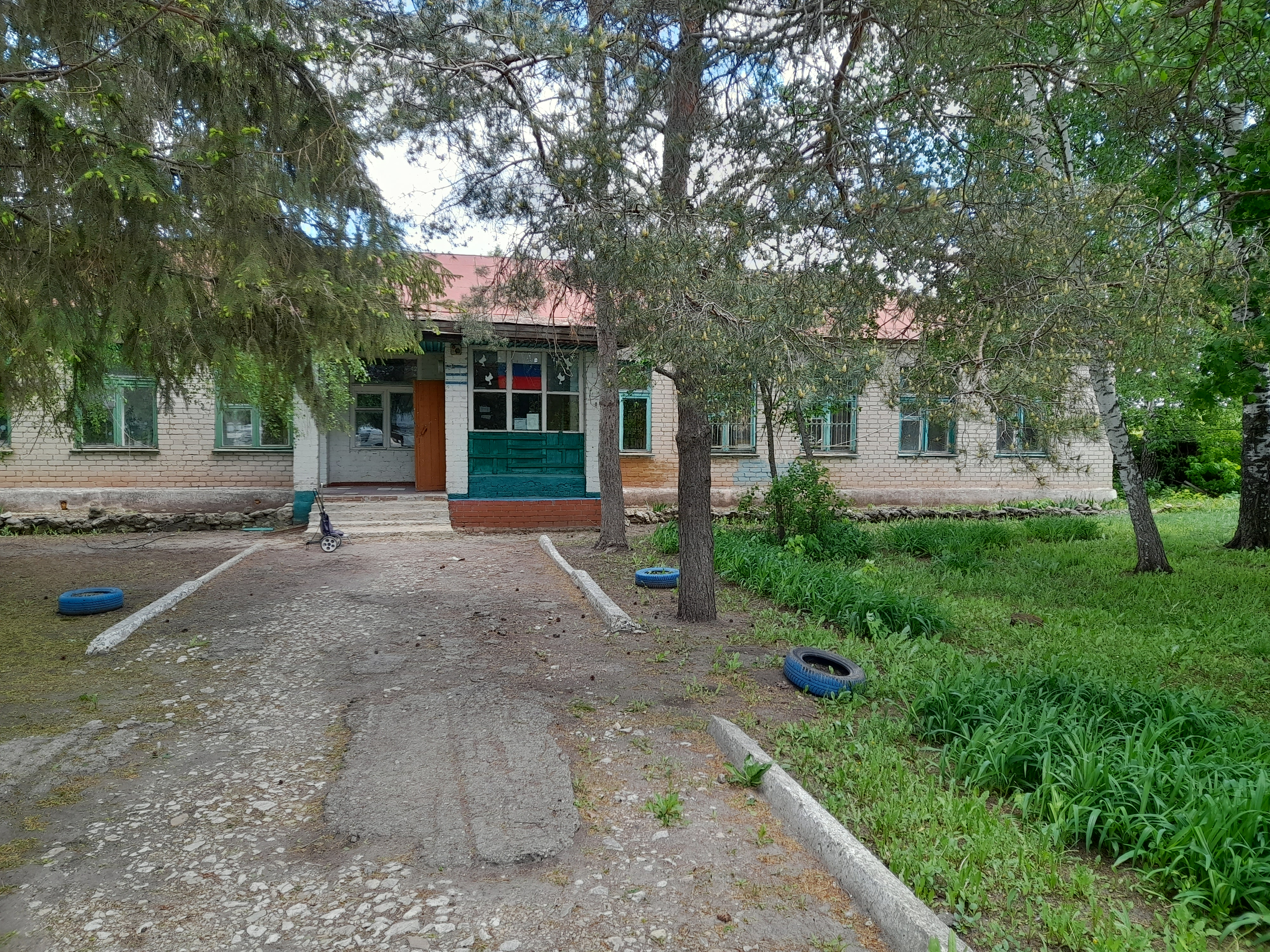
Библиотека
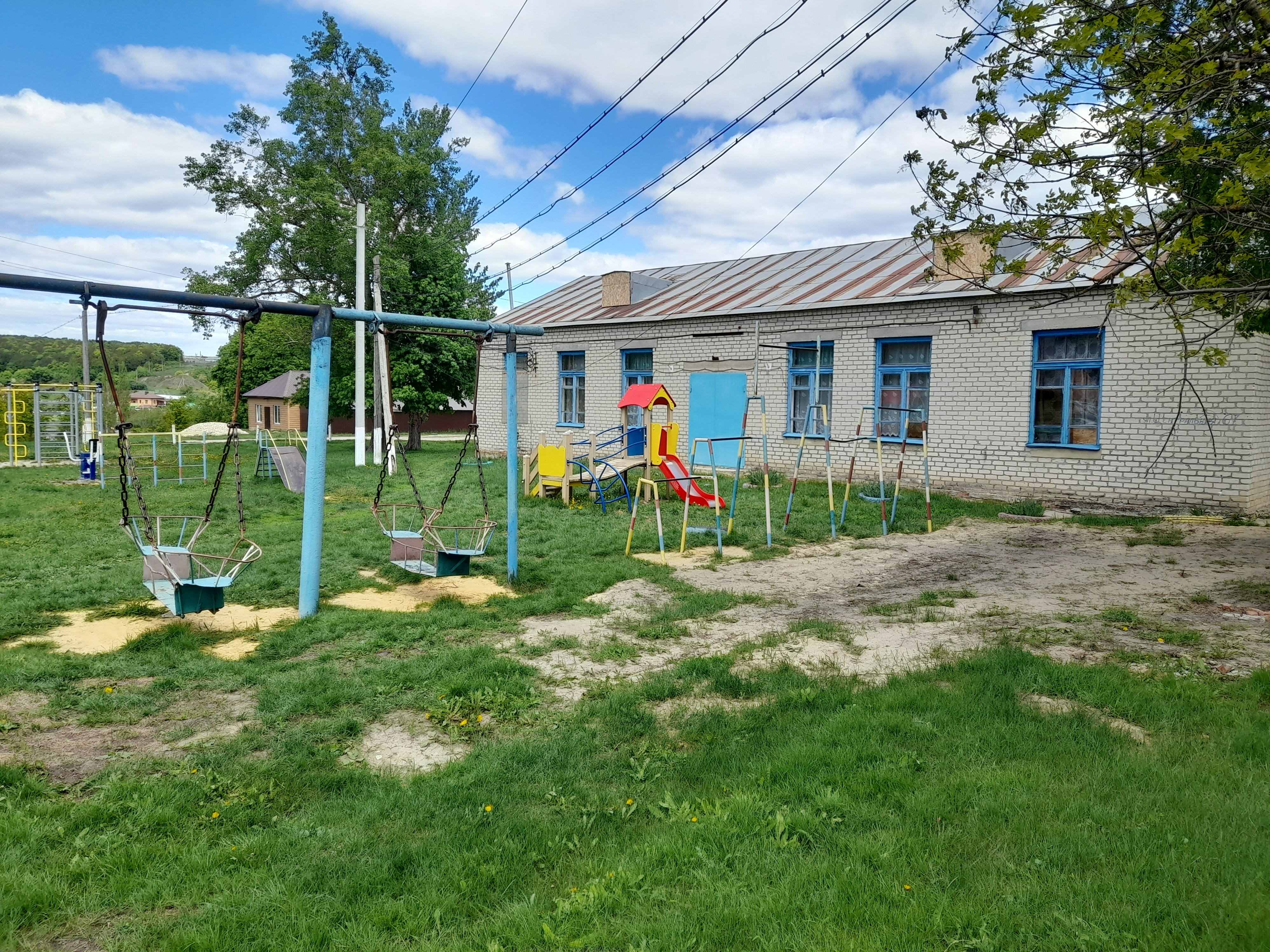
Дом культуры
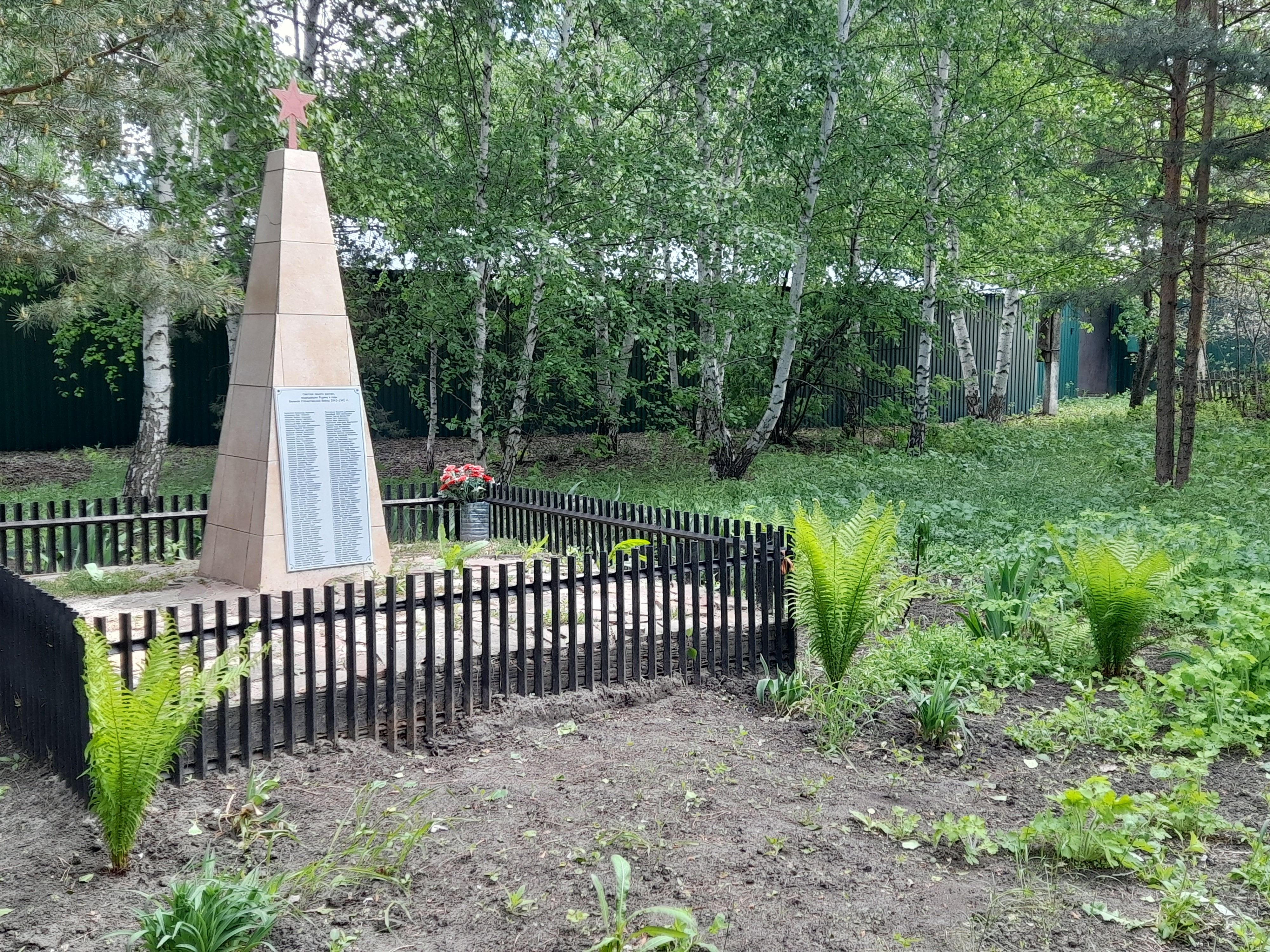
Памятник ВОВ
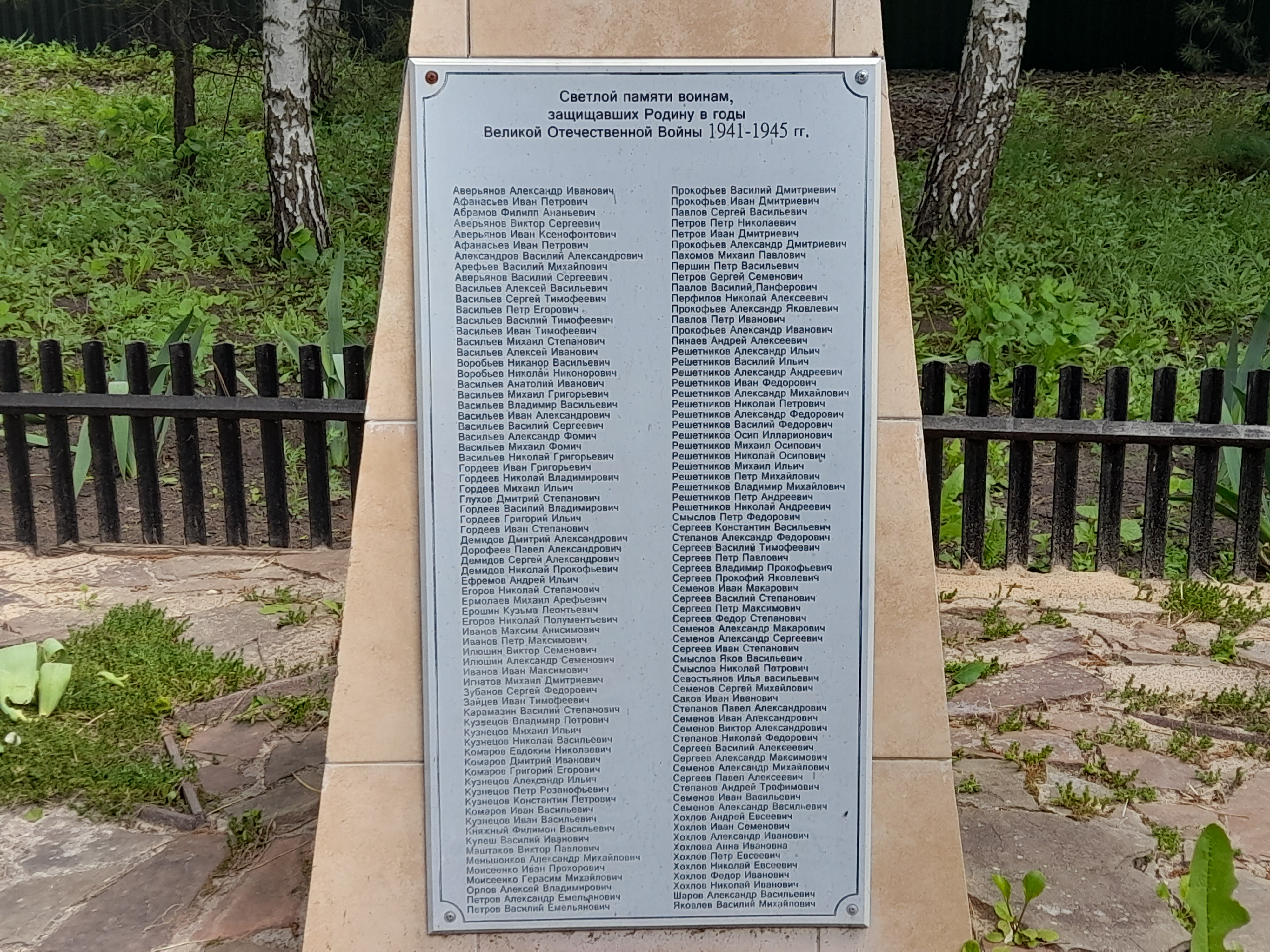
Списки ветеранов ВОВ
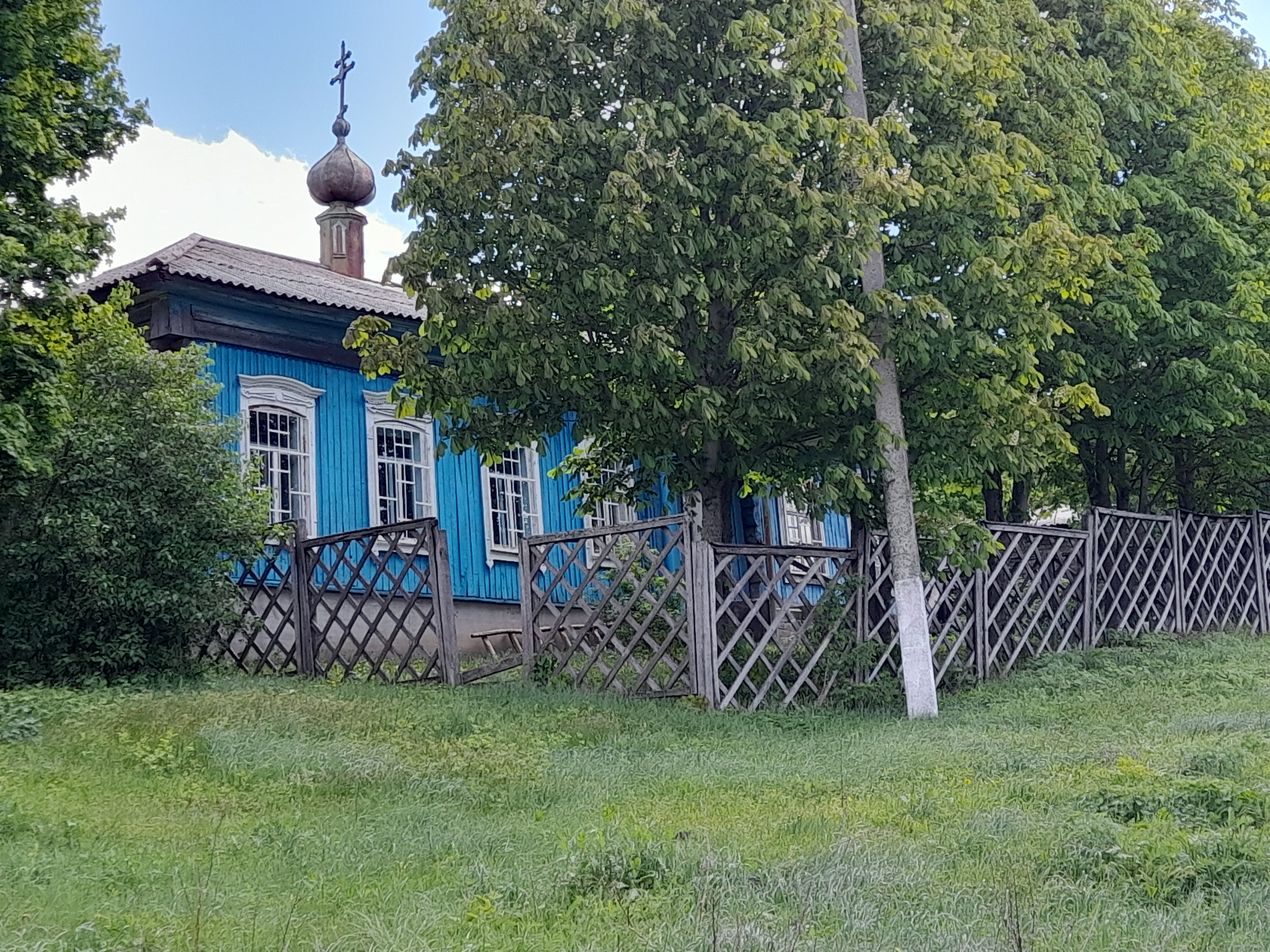
Храм Дмитрия Солунского

Усадьба А. Н. Минха
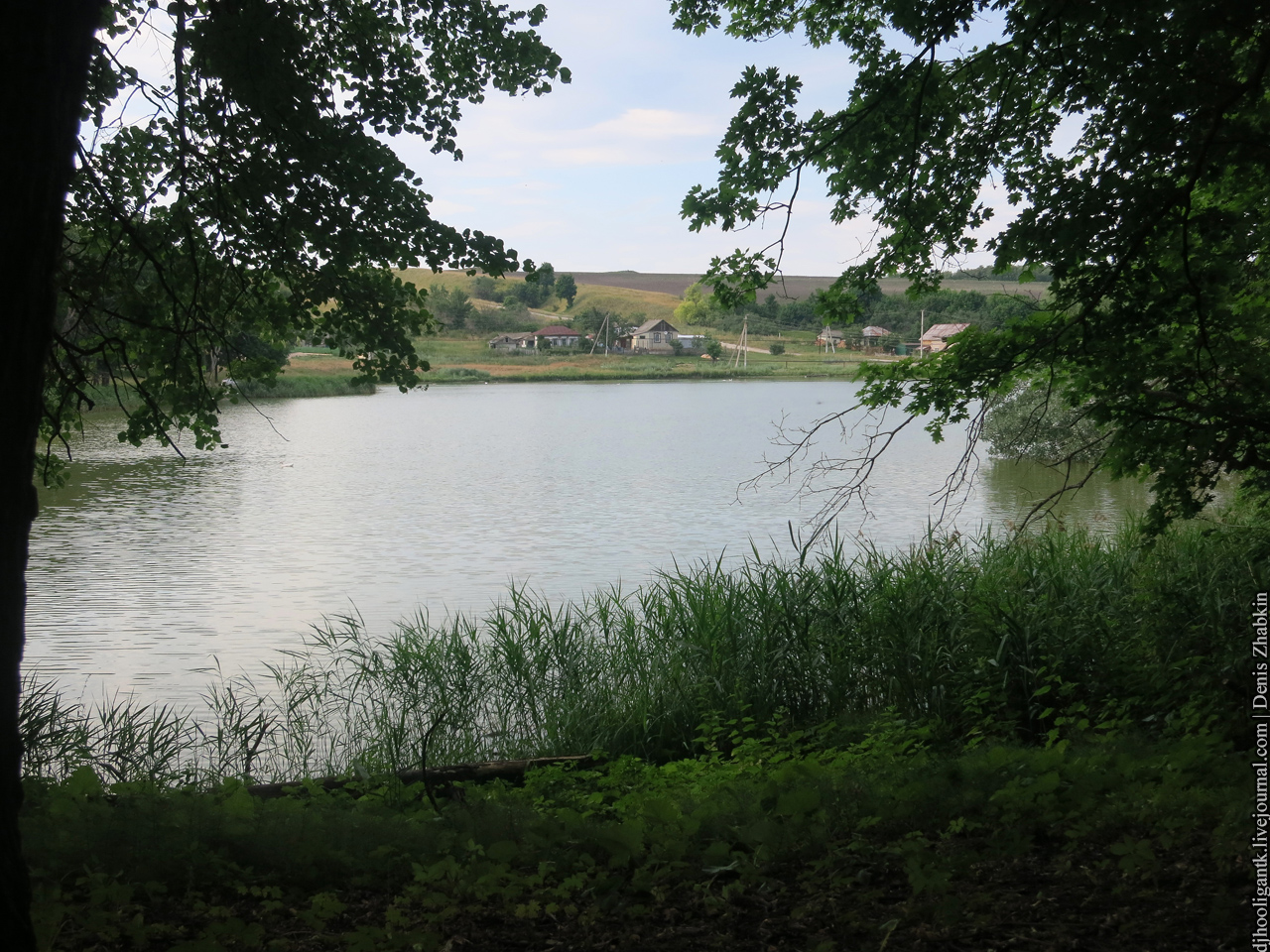
Полчаниновский пруд
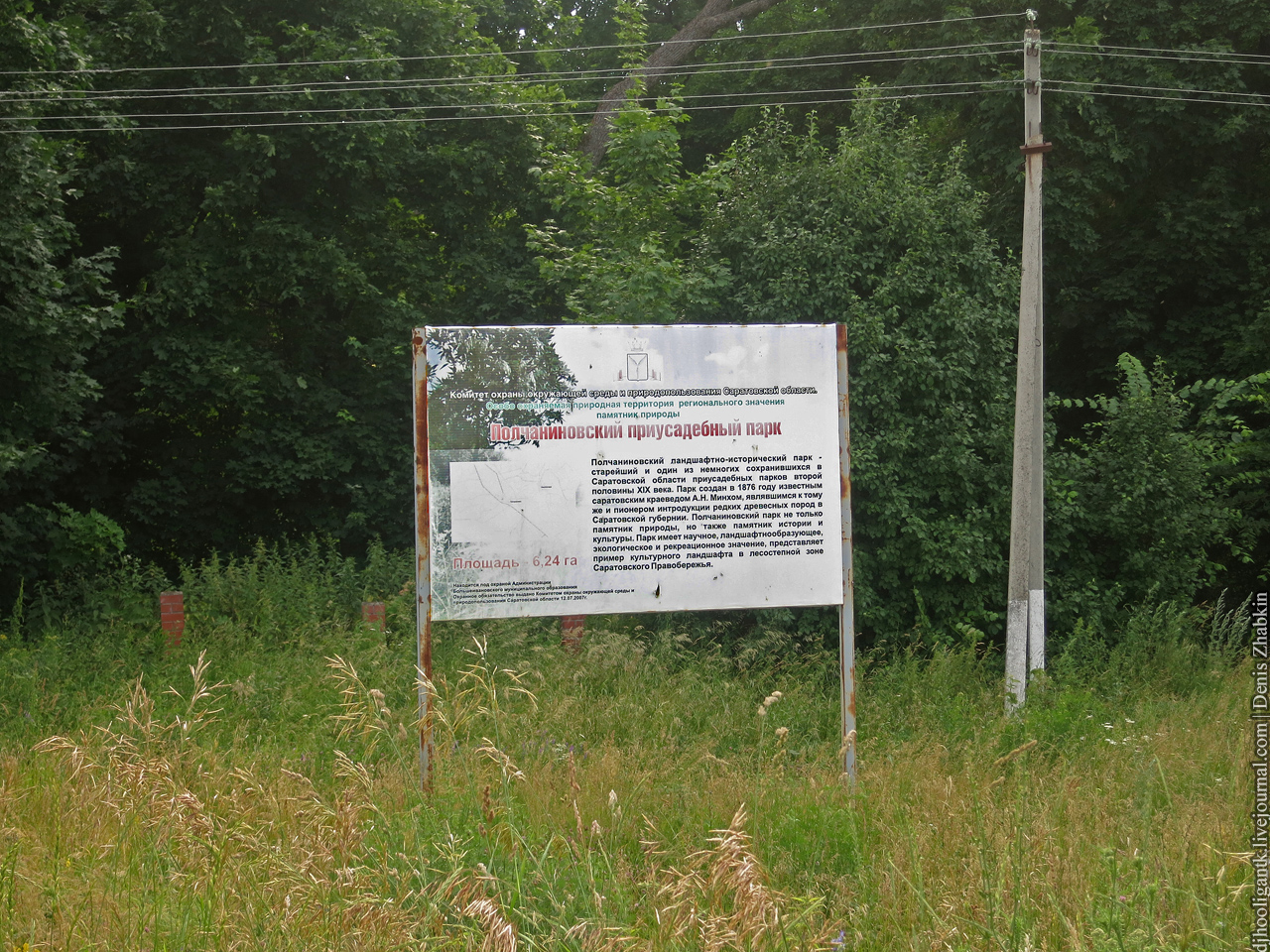
Полчаниновский парк, вывеска
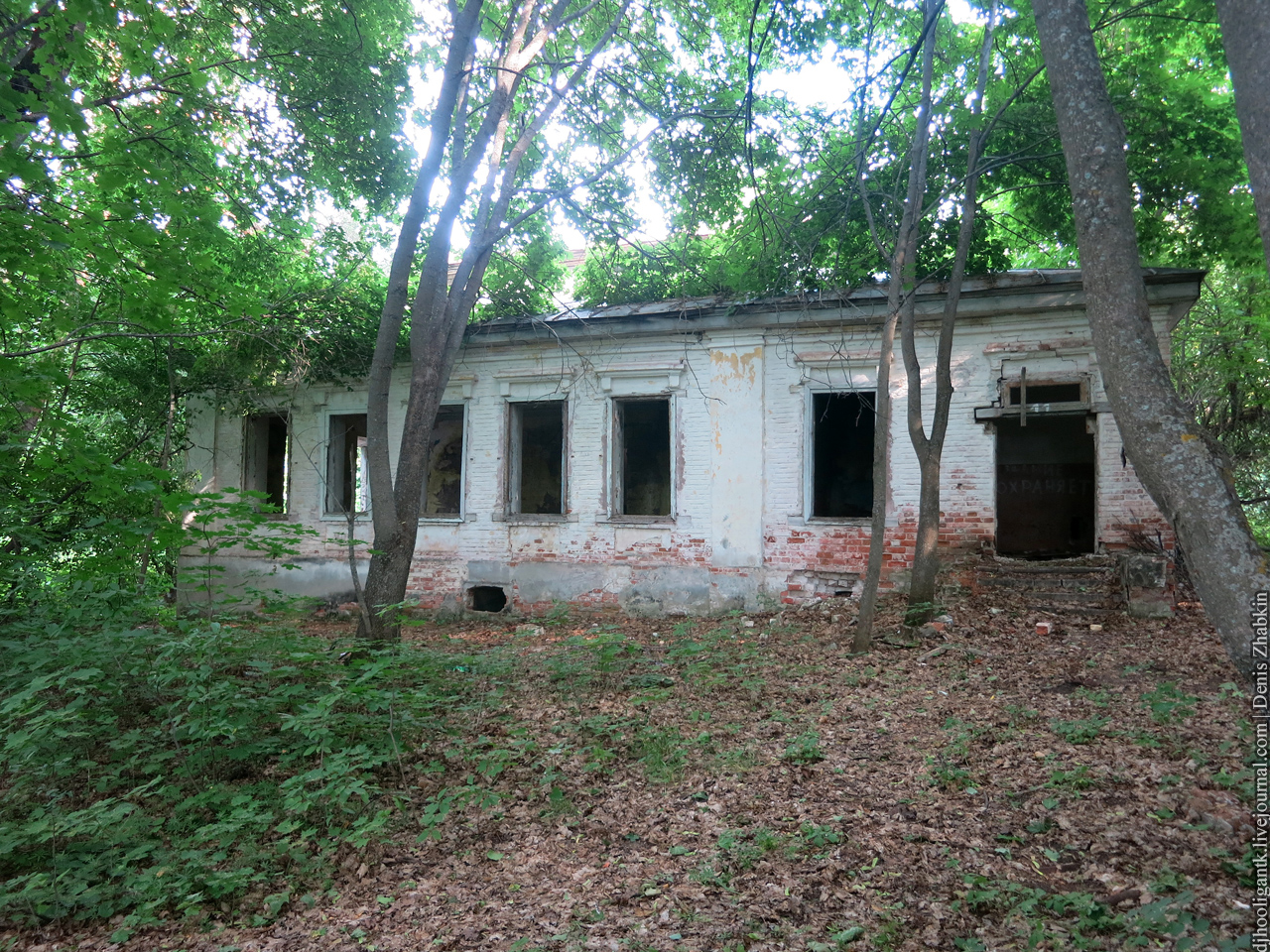
Заброшенная усадьба
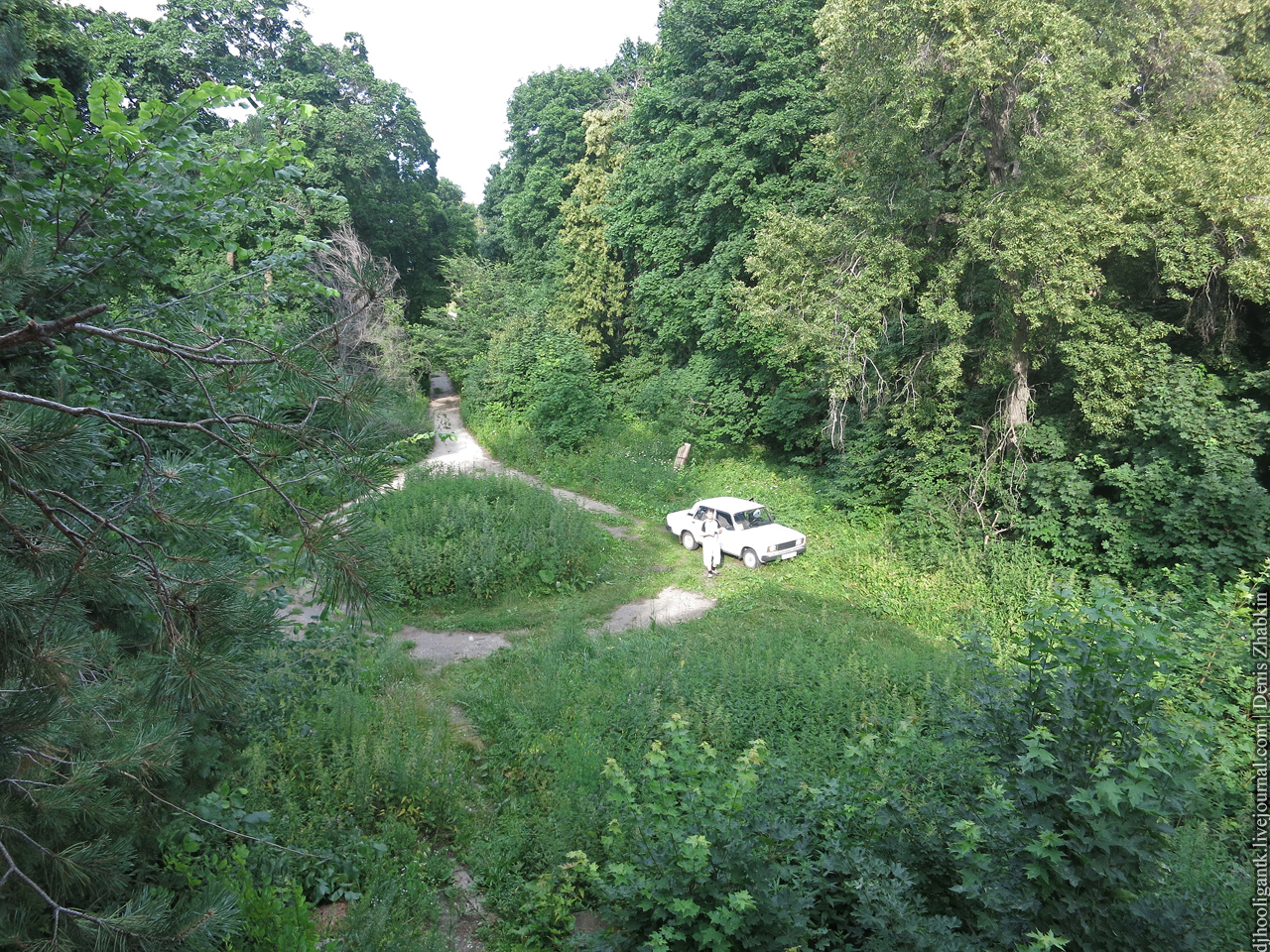
Полчаниновский парк, дорожка
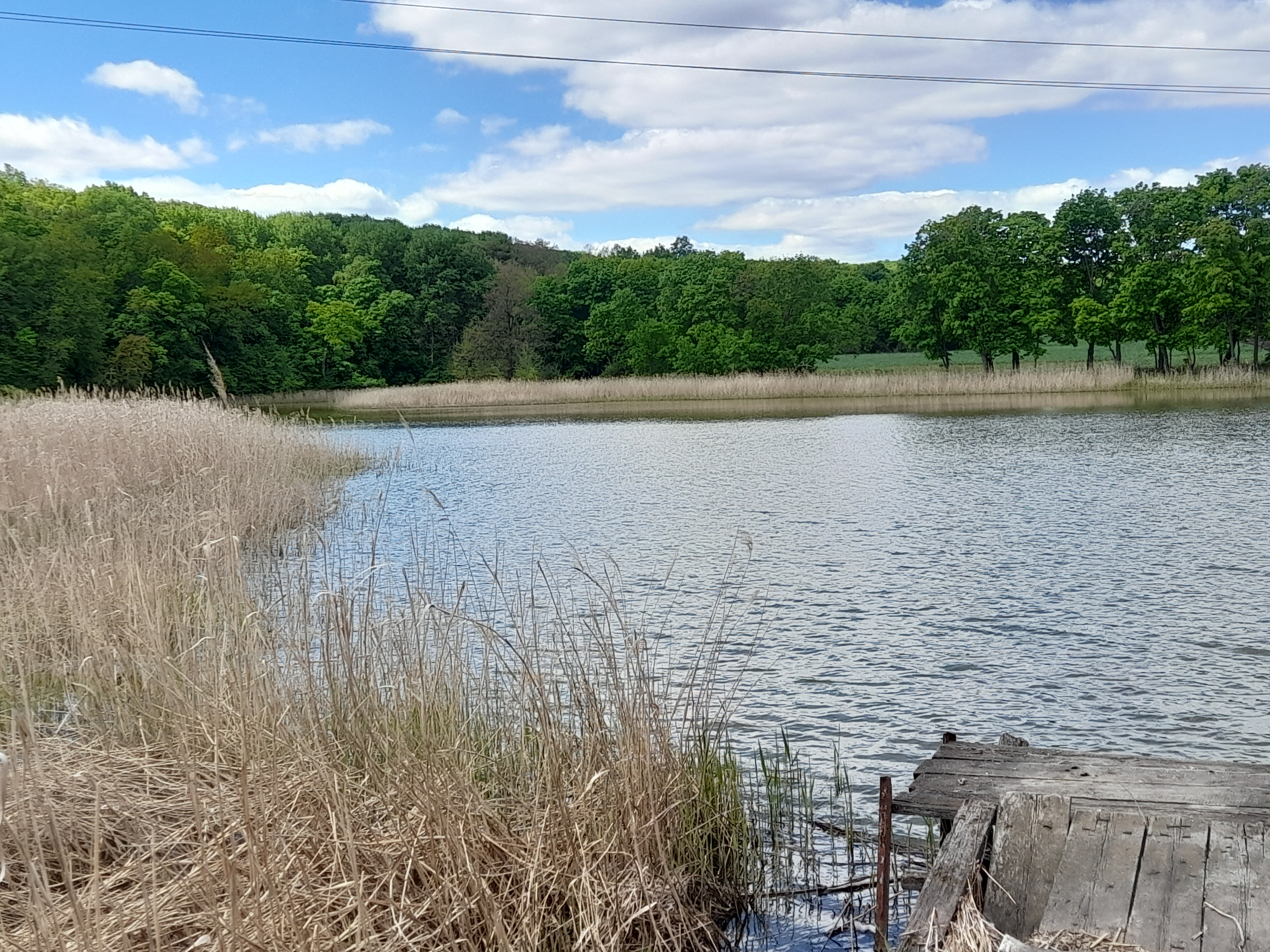
Пруд у усадьбы